# Eugoides
Eugoides is een kevergeslacht uit de familie van de boktorren (Cerambycidae). De wetenschappelijke naam van het geslacht werd voor het eerst geldig gepubliceerd in 1904 door Aurivillius.

## Soorten
Eugoides omvat de volgende soorten:
- Eugoides coeruleipennis Aurivillius, 1903
- Eugoides kolbei Schmidt, 1922
- Eugoides suturalis (Aurivillius, 1913)
- Eugoides ulrichi Schmidt, 1922